# Emil Smetana

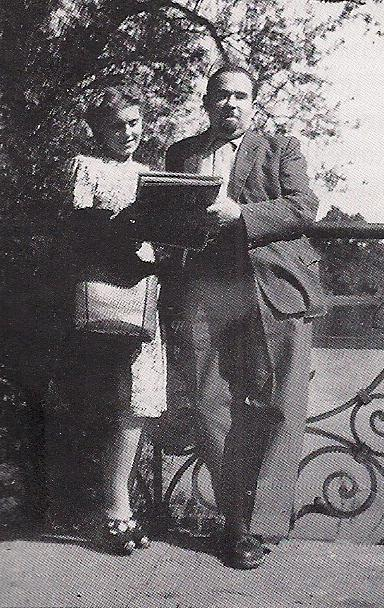
Emil Smetana z żoną na bulwarze spacerowym na wrocławskim Piasku

Emil Smetana (ur. 1903 we Lwowie, zm. 14 maja 1983 w Warszawie) – polski matematyk, fizyk, nauczyciel, organizator wrocławskiej Wyższej Szkoły Pedagogicznej, działacz partyjny.

## Życiorys
Z pochodzenia był Czechem. Urodził się w 1903 roku we Lwowie, gdzie spędził dzieciństwo i młodość. Jego krewnym był czeski kompozytor Bedřich Smetana. Ukończył studia na Uniwersytecie Jana Kazimierza we Lwowie, po czym pracował jako nauczyciel dyplomowany w szkołach średnich do wybuchu II wojny światowej w 1939 roku. Następnie walczył jako kapitan w I Dywizji im. Tadeusza Kościuszki dochodząc do Berlina. Po demobilizacji znalazł się w Brzegu na Opolszczyźnie. W 1947 roku przeprowadził się z żoną do Wrocławia, gdzie został starszym asystentem na Politechnice Wrocławskiej. Należał do aktywnych członków Polskiej Partii Robotniczej i z polecenia tej partii przez pewien czas był pełnomocnikiem Polskiego Czerwonego Krzyża na okręg dolnośląski.
W 1950 roku otrzymał zadanie zorganizowania we Wrocławiu Wyższej Szkoły Pedagogicznej z równoczesną nominacją na pierwszego prorektora tej uczelni. Trzy lata później został szefem ds. kadrowych w Ministerstwie Spraw zagranicznych. W 1954 roku wyjechał na placówkę dyplomatyczną do Grecji. Zmarł 14.05.1983 w Warszawie.
Został pochowany na warszawskiej Wólce (Cmentarz Komunalny Północny). Grobem zajmuje się rodzina dawnej przyjaciółki.